# Wereldkampioenschappen veldrijden 2023 - Vrouwen beloften
Het wereldkampioenschap veldrijden 2023 voor vrouwen beloften werd gehouden op zondag 5 februari in Hoogerheide in Nederland.

## Voorbeschouwing
Voor de wedstrijd was Shirin van Anrooij de torenhoge favoriete. Tijdens het seizoen was ze een van de grote drie, die niet alleen vorig jaar op het WK-podium bij de beloften stonden, maar ook dit seizoen de winst in de elite wereldbekerwedstrijden verdeelden. Haar twee leeftijdsgenoten Fem van Empel en Puck Pieterse waren eerder in het seizoen overgestapt naar de elite. De een jaar oudere Blanka Vas had de overstap vorig jaar gemaakt. Van Anrooij koos ervoor om nog een jaartje bij de beloften te rijden.

## Wedstrijdverloop
Bij de start was Marie Schreiber zoals gebruikelijk het eerste in het veld. Van Anrooij zat niet bij de eersten, maar wist zich al gauw naar voren te werken. Haar versnelling bergop kon alleen worden gevolgd door Bäckstedt. In de tweede ronde sloeg Van Anrooij een gaatje, dat Bäckstedt tot ronde vier op acht seconden wist te houden. Daarna groeide de voorsprong en ging Van Anrooij onbedreigd op de zege af. Kristýna Zemanová had in de derde ronde een voorsprong opgebouwd op de rest van het deelnemersveld en soleerde naar de derde plek. Julie Brouwers werd met een tiende plek, eerste Belg.

## Uitslag
| Pos.          | Renster               | Land                | Tijd       |
| ------------- | --------------------- | ------------------- | ---------- |
| Regenboogtrui | Shirin van Anrooij    | Nederland           | 45'53"     |
| Zilver        | Zoe Bäckstedt         | Verenigd Koninkrijk | + 33"      |
| Brons         | Kristýna Zemanová     | Tsjechië            | + 1'32"    |
| 4             | Amandine Fouquenet    | Frankrijk           | + 1'53"    |
| 5             | Marie Schreiber       | Luxemburg           | + 2'05"    |
| 6             | Line Burquier         | Frankrijk           | + 2'16"    |
| 7             | Leonie Bentveld       | Nederland           | + 2'47"    |
| 8             | Judith Krahl          | Duitsland           | + 2'56"    |
| 9             | Lauriane Duraffourg   | Frankrijk           | + 3'07"    |
| 10            | Julie Brouwers        | België              | + 3'32"    |
| 11            | Madigan Munro         | Verenigde Staten    | + 3'40"    |
| 12            | Millie Couzens        | Verenigd Koninkrijk | + 4'13"    |
| 13            | Iris Offerein         | Nederland           | + 4'14"    |
| 14            | Mirre Knaven          | Nederland           | + 4'15"    |
| 15            | Lizzy Gunsalus        | Verenigde Staten    | + 4'16"    |
| 16            | Ella MacLean-Howell   | Verenigd Koninkrijk | + 4'35"    |
| 17            | Asia Zontone          | Italië              | + 4'42"    |
| 18            | Julia Kopecký         | Tsjechië            | + 4'47"    |
| 19            | Larissa Hartog        | Nederland           | + 5'24"    |
| 20            | Malwina Mul           | Polen               | + 5'29"    |
| 21            | Olivia Onesti         | Frankrijk           | + 5'41"    |
| 22            | Caroline Andersson    | Zweden              | + 5'48"    |
| 23            | Katerina Hladíková    | Tsjechië            | + 6'02"    |
| 24            | Kiona Crabbé          | België              | + 6'16"    |
| 25            | Carlotta Borello      | Italië              | + 6'23"    |
| 26            | Maïté Barthels        | Luxemburg           | + 6'44"    |
| 27            | Yui Ishida            | Japan               | + 6'47"    |
| 28            | Liv Wenzel            | Luxemburg           | + 7'33"    |
| 29            | Jacqueline Schneebeli | Zwitserland         | - 1 ronde  |
| 30            | Bára Jerábková        | Tsjechië            | - 1 ronde  |
| 31            | Christiane Bilodeau   | Canada              | - 2 rondes |
| 32            | Kokoro Okura          | Japan               | - 2 rondes |

| Pos. | Punten | Prijzengeld |
| ---- | ------ | ----------- |
| 1    | 200    | € 2.500     |
| 2    | 150    | € 1.250     |
| 3    | 120    | € 675       |
| 4    | 100    | -           |
| 5    | 90     | -           |
| 6    | 80     | -           |
| 7    | 70     | -           |
| 8    | 60     | -           |
| 9    | 55     | -           |
| 10   | 50     | -           |
| 11   | 45     | -           |
| 12   | 40     | -           |
| 13   | 35     | -           |
| 14   | 30     | -           |
| 15   | 25     | -           |
| 16   | 20     | -           |
| 17   | 18     | -           |
| 18   | 16     | -           |
| 19   | 14     | -           |
| 20   | 12     | -           |
| 21   | 10     | -           |
| 22   | 9      | -           |
| 23   | 8      | -           |
| 24   | 7      | -           |
| 25   | 6      | -           |
| 26   | 5      | -           |
| 27   | 4      | -           |
| 28   | 3      | -           |
| 29   | 2      | -           |
| 30   | 1      | -           |

## Reglementen

### Landenquota
Het maximum aantal rijdsters per land werd bepaald aan de hand van de UCI wereldbeker landen ranking per zondag 1 januari 2023 (artikel 9.2.043):
| • Land 1 t/m 3:   | 7 startplaatsen + 3 reserves: Nederland, Frankrijk, Tsjechië            |
| • Land 4 t/m 6:   | 6 startplaatsen + 3 reserves: Hongarije, Luxemburg, Verenigd Koninkrijk |
| • Overige landen: | 5 startplaatsen + 3 reserves                                            |

Daarnaast ontvingen de uittredend wereldkampioene, de winnares van de wereldbeker (artikel 9.2.044) en de continentale kampioenen (artikel 9.2.009) een persoonlijke startplaats:
| • Wereldkampioen 2022:            | Puck Pieterse (niet meer startgerechtigd in de beloften categorie) |
| • Winnares wereldbeker 2022-2023: | Shirin van Anrooij                                                 |
| • Europees kampioen 2022:         | Puck Pieterse                                                      |
| • Pan-Amerikaanse kampioen 2022:  | Lizzy Gunsalus                                                     |

### Startvolgorde
De startvolgorde van het wereldkampioenschap was als volgt:
1. Top 8 wereldbekerklassement
2. UCI-ranking veldrijden
3. Niet gerangschikte rensters: per land in rotatie (o.b.v. het landenklassement van het laatste WK).[8]

2016 · 
2017 · 
2018 · 
2019 ·
2020 ·
2021 ·
2022 ·
2023 ·
2024 ·
2025